# Танысбай, Ляззат Муратовна
Танысбай Ляззат Муратовна (каз. Ләззат Мұратқызы Танысбай); род. 11 октября 1973, Уржар, Восточно-Казахстанская область, Казахская ССР, СССР) — казахстанский журналист, медиаменеджер. С апреля 2019 года Председатель Правления АО "Республиканская телерадиокорпорация «Қазақстан».

## Биография
Ляззат Танысбай родилась 11 октября 1973 года в селе Урджар Восточно-Казахстанской области.
Окончила Алматинский институт международной журналистики. Трудовую деятельность начала в 1993 году редактором, затем была репортером, телеведущей республиканской телерадиокорпорации «Қазақстан».
Со дня создания одного из крупнейших государственных СМИ страны — телеканала «Хабар» c 1996 года — работала редактором-ведущей, исполнительным продюсером службы новостей.
В 2002 году занимала должности главного эксперта, заведующего сектором, главного инспектора в пресс-службе администрации Президента Республики Казахстан.
С 2005 года по 2008 год занимала должности заместителя председателя Комитета информации и архивов.
С 2008 по 2011 работала Первым заместителем председателя Правления АО «Республиканская Телерадиокорпорация „Қазақстан“.
В 2011 году назначена вице-министром информации и связи Министерства культуры, информации и спорта Республики Казахстан.
В феврале 2012 года возглавила республиканский телеканал „Астана“, а с 5 июля 2018 года параллельно возглавляла холдинг „Нур-Медиа“, объединивший несколько газет, радио, интернет-изданий страны.
В 2019 году была назначена на должность Председателя Правления республиканской телерадиокорпорации „Казахстан“, в состав которой входят 14 региональных телеканалов, 4 республиканских телеканала и 4 республиканских радиоканала. Телерадиокорпорация „Казахстан“ — крупнейшая медиакомпания страны, занимающая лидирующие позиции по объёму вещания и охвату населения.
В 2020 году при непосредственном участии Ляззат Танысбай был создан новый культурно-просветительский телеканал „Abai TV“, который поднял на новый уровень производство нишевых телевизионных проектов культурно-познавательной, просветительской направленности в отечественной телеиндустрии.

## Награды
- Кавалер ордена „Курмет“ (2010).
- Заслуженный деятель Казахстана (2015).
- Премия Президента Республики Казахстан в области средств массовой информации (25 июня 2018 года) — за значительный вклад в развитие казахстанской журналистики и национального телевидения[1].
- Лауреат премии Союза журналистов Казахстана.
- Почётный знак „За заслуги в развитии печати и информации“ (19 мая 2016, Межпарламентская ассамблея СНГ) — за значительный вклад в формирование и развитие общего информационного пространства государств — участников Содружества Независимых Государств, реализацию идей сотрудничества в сфере печати и информации[2]

## Интервью, публикации
- Вице-министр связи и информации РК Ляззат Танысбай „о законе о телерадиовещании“, 10/01/2012;
- „Хабар“ агенттігіне 20 жыл, „Хабар 24“, 26/10/15;
- Медиа менеджмент — Ляззат Танысбай, медиа дамыту қоры, 17/10/2018;
- Генеральный директор Телеканала „Астана“ Л. Танысбай удостоена премии Президента РК, 27/06/2018;
- Ляззат Танысбай рассказала интересные детали объявления конкурса на съемки сериала „Абай“, „Kazinform“, 11/09/2019;
- „Qazaqstan“ арнасында тікелей эфирді көбейттік — Ләззат Танысбай, „Kazinform“, 11/09/2019;
- „Qazaqstan“ телеарнасының 61-маусымының таныстырылымы — Ляззат Танысбай, 01/10/2019;
- Ләззат Танысбай: Ұлттық арна назарынан ештеңе де тыс қалмайды, „Egemen Qazaqstan“, 16/09/2019;
- Пандемияда Қазақстан» өз міндетін атқарды — Ләззат Танысбай, «Айқын», 28/08/2020;
- Во время пандемии казахстанцы стали чаще смотреть отечественные телеканалы — эксперт, «Forbes», 11/11/2020;
- «Balapan» арнасының анимациялық жобалары АҚШ пен Латын Америкасында көрсетіледі, «Forbes», 29/09/2020;
- Nur-Sultan. Қолтаңба. Нұрсұлтан Назарбаевпен жаңа сұхбат, «Qazaqstan», 05/07/2021;
- «Қазақстан» телерадиокорпорациясының медиамектебі жұмысын бастады, «Qazaqstan», 08/11/2021;
- Түркітілдес елдер телевизия жобаларын алмасатын онлайн платформа құру қажет — Ләззат Танысбай, «Kazinform» , 15/09/2021;
- «Ақыл-ойдың айнасы»: «Abai TV» арнасының ашылғанына 1 жыл, «Ана тілі», 01/07/2021;
- Ләззат Танысбай: Біздің міндетіміз — ең лайықты компанияларды таңдап алу, «Qazaqstan», 28/09/2021;
- Халықтың көп бөлігі дәстүрлі БАҚ-қа сенеді — Ләззат Танысбай, «Egemen Qazaqstan», 20/12/2022;
- Ләззат Танысбай: Қырғыз тарапымен бірлескен телевизиялық контент өндіру қолға алынады, «Qazaqstan», 06/12/2022
- Ұлғайған ұлттық арна, «Ана тілі», 09/03/2023;
- XXI ғасыр — ақпараттық майдан дәуірі, «Қазақ әдебиеті» газеті, 07/03/2023;
- Ұлттық арнаның арқалаған жүгі ауыр — Ләззат Танысбай, «Айқын», 07/03/2023;
- Арнаның бүгінгі белесінде 65 жыл ішінде еңбек еткен әр маманның үлесі бар — Ләззат Танысбай, Qazaqstan телеарнасы, 05/03/2023;
- Во имя единства и процветания, «Казахстанская правда», 15/03/2024;

- Состоялся общенациональный телемарафон «Біз біргеміз!»: 5 часов вещания в эфире 10 республиканских телеканалов, nur.kz, 01/05/2024;
- 5 арнаның басын қосқан телемарафон, «Айқын» газеті, 04/05/2024;
- Десять телеканалов впервые провели совместный общенациональный телемарафон, kazpravda.kz, 03/05/2024.